# 7993 Джонбриджес
(7993) 1982 UD2 (1982 UD2, 1987 UF) — астероїд головного поясу.
Тіссеранів параметр щодо Юпітера — 3,264.